# Centralasiatisk Selskab
Centralasiatisk Selskab er en landsdækkende forening med base på Københavns Universitet, stiftet 3. marts 2005. Dens internationale (engelske) navn er The Danish Society for Central Asia, forkortet DSCA. Selskabet er en apolitisk, ikke-religiøs og ikke-profitsøgende forening med ca. 200 medlemmer fra Danmark og udlandet. Enhver interesseret kan blive medlem.
Centralasiatisk Selskab har til formål at fremme kendskabet til og interessen i Centralasien fra oldtid til nutid, herunder specifikt dansk forskning og danske aktiviteter knyttet til regionen - og tilvejebringe et tværfagligt forum for koordinering og styrkelse af aktiviteter, der beskæftiger sig med Centralasien. Der afholdes løbende foredrag, filmforevisninger og andre kulturelle arrangementer i selskabets regi.
Betegnelsen Centralasien dækker i selskabets regi primært:
- Afghanistan
- Kasakhstan
- Kirgisistan
- Tadsjikistan
- Turkmenistan
- Usbekistan
- provinsen Xinjiang i Kina
- de sydsibiriske provinser i Rusland
- de nordlige provinser i Pakistan
- emigranter fra de pågældende områder, hvor end de måtte befinde sig

Formand:
- Yusuf Çakın (2021 - nu)
- Adam Hyllested (2016 - 2021).
- Ulla Prien (2012-2016)
- Morten Christensen (2011-2012)
- Rasmus Chr. Elling (2009-2011)
- Per Fischer (2005 - 2009)

Centralasiatisk Selskab har udgivet forskellige elektroniske publikationer:
- Oxus er et dansksproget medlemsblad, undertiden med artikler på svensk og norsk, og siden 2012 også på engelsk. Udkommer 1-4 gange årligt.
- The DSCA Journal var en engelsksproget årbog af mere akademisk tilsnit. Årbogen udkommer siden 2012 ikke længere, og dens artikler er nu inkorporeret i Oxus.
- The DSCA Monographs er en monografirække, hvori afhandlinger, specialer etc. kan publiceres på det sprog, de er forfattet på.

Æresmedlemmer af selskabet:
- Etnograf Svend Castenfeldt
- Filolog/turkolog Wolfgang Scharlipp
- Tidligere formand for Centralasiatisk Selskab Per Fischer siden 2019
- Tidligere formand for Centralasiatisk Selskab, lektor i persisk ved Københavns Universitet Rasmus Chr. Elling siden 2019